# Folligny
Folligny is een gemeente in het Franse departement Manche in de regio Normandië. De plaats maakt deel uit van het arrondissement Avranches. In de gemeente ligt spoorwegstation Folligny. Folligny telde op 1 januari 2022 1.109 inwoners.
In 1973 werden de gemeenten La Beslière en Le Mesnil-Drey opgeheven en toegevoegd aan Folligny als communes associées.

## Geografie
De oppervlakte van Folligny bedroeg op 1 januari 2022 11,8 vierkante kilometer; de bevolkingsdichtheid was toen 94 inwoners per km².

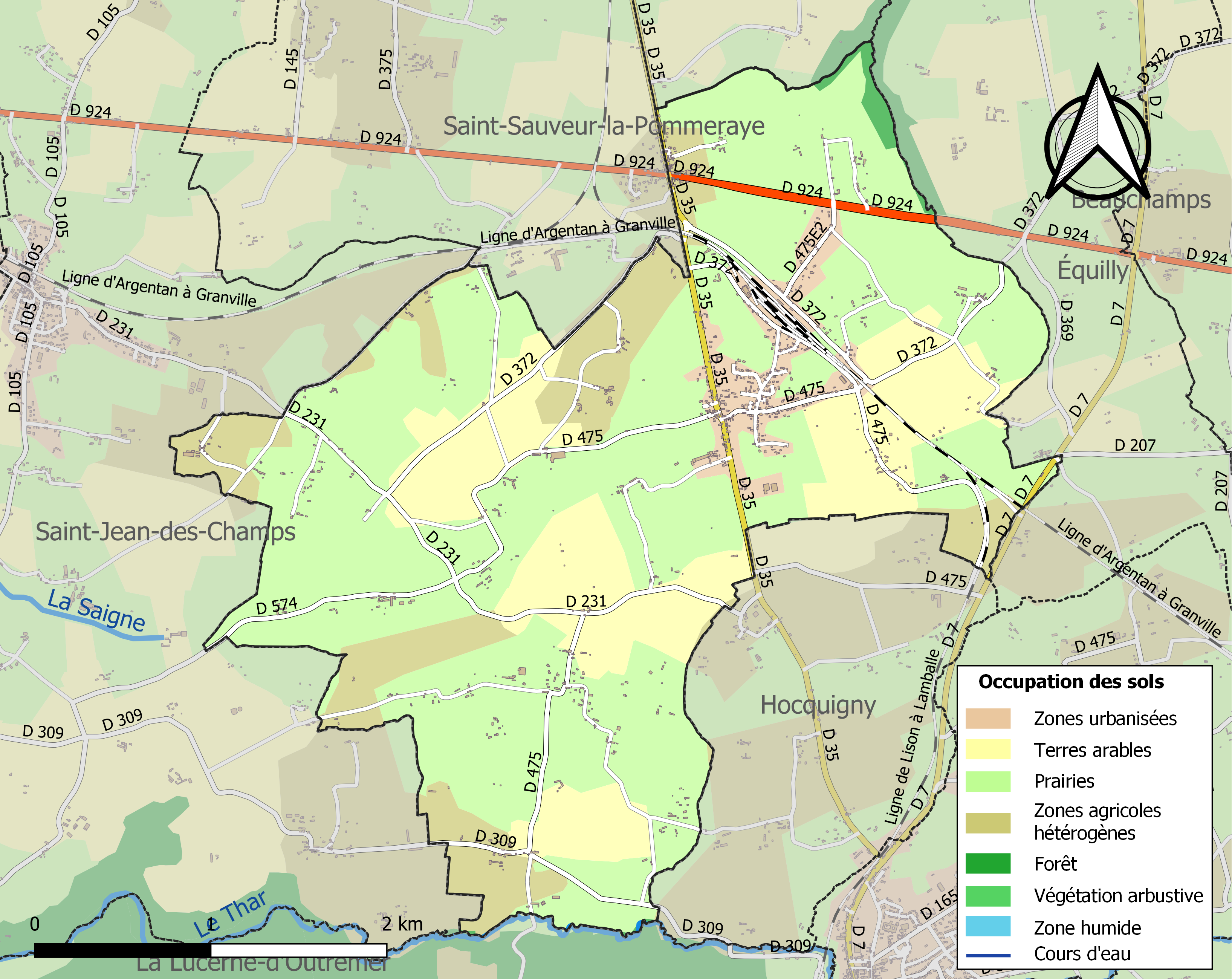
Kaart van de gemeente met de belangrijkste infrastructuur, bodemgebruik en omliggende gemeenten

## Demografie
Onderstaande figuur toont het verloop van het inwonertal (bron: INSEE-tellingen).